# 克里姆查克语
克里姆查克语是在克里米亚由克里姆查克人使用的突厥语族的濒危语言，克里姆查克群体包含了来着欧洲和亚洲各地的犹太人。克里姆查克语在文化与日常生活上与克里米亞韃靼語类似，但受到了希伯来语的重要影响。克里姆查克语中有许多希伯来语外来词，苏联时期以前该语言使用希伯来字母书写。现今使用西里尔字母书写。